# Friedrich Maximilian Klinger

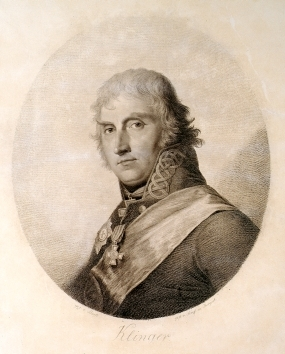
Friedrich Maximilian Klinger

Friedrich Maximilian von Klinger (ur. 17 lutego 1752 we Frankfurcie nad Menem, zm. 25 lutego?/9 marca 1831 w Dorpacie) – niemiecki poeta i dramaturg. Jego dramat Sturm und Drang dał początek nazwie nurtu literackiego w literaturze niemieckiej o tej samej nazwie.
Najważniejszymi jego utworami były dramaty Die Zwillinge (1776, pol. Bliźniaki) oraz wspomniany Sturm und Drang (1776), które wytyczały program nurtu Sturm und Drang, oraz satyryczna powieść antyfeudalna pod tytułem Fausts Leben, Thaten und Höllenfahrt (1791, pol. Życie, dzieła i droga do piekła Fausta), dzieląca wątek głównego bohatera z Faustem Goethego.
Dramat Sturm und Drang został przetłumaczony na polski i ukazał się pod tytułem Burza i szał (1901).